# Cazenga
Cazenga é uma cidade e município da província de Luanda, em Angola.  Limita-se a norte com o município de Hoji-ya-Henda, a leste com os municípios de Cacuaco e Mulenvos, a sul com os municípios de Quilamba Quiaxi e Viana e a oeste com o município de Rangel.
Segundo as projeções populacionais de 2018, elaboradas pelo Instituto Nacional de Estatística, contava com uma população de 1 011 397 habitantes e área territorial de 41,2 km².
Além da comuna-sede, que possui também o nome de Cazenga, compõe-se da comuna de Quima Quieza. Anteriormente seu território continha a comuna de Hoji-ya-Henda.

## História
Até ao final do século XVII, a região territorial onde actualmente se assenta o município cazenguense era zona de natureza selvagem pouco explorada. Sua singularidade, às margens da já importante Estrada Luanda-Catete (actual EN-230), atraiu um homem vindo de terras do actual Congo-Brazavile de nome Miguel Pedro Cazenga que adquiriu propriedades e construiu uma fazenda agrícola muito extensa, que ia da praça do Quinaxixi até ao atual município de Viana. Miguel Cazenga teve muitos descendentes, sendo o mais famoso deles Pedro Guilherme Cazenga, um homem muito respeitado na área, que faleceu naquelas terras em 9 de janeiro de 1946, data que, em sua homenagem, foi definida como a fundação ou o marco histórico do Cazenga.
Foi no Cazenga que se deram parte dos ataques de fevereiro de 1961, o estopim da Guerra de Independência de Angola, sendo utilizada como base nacionalista angolana para o assalto à Cadeia de São Paulo (em 9 de fevereiro de 1961). O objectivo era libertar alguns detidos, mas o ataque não foi bem sucedido e deu margem a um contrataque violento dos portugueses, provocando muitas vítimas mortais entre os nacionalistas angolanos.
O êxodo rural em direção a Luanda a partir da década de 1950 e a intensa migração dos refugiados de guerra para a província luandina a partir da década de 1960, trouxe enormes contingentes populacionais para uma zona ainda repleta de chácaras e lotes de grande extensão. Nisto, o Estado colonial construiu os chamados "bairros indígenas", numa tentativa de empurrar a população não-europeia para a periferia, surgindo os chamados musseques. Foi criada, neste ínterim, a freguesia do Cazenga para organizar esta nova realidade.
Os novos bairros indígenas, com um traçado organizado de ruas, chamou a atenção da população de origem europeia, que passou rumar para zonas periféricas como o Cazenga em busca de fugir do inchaço urbano de Luanda do início da década de 1970. Assim, melhoramentos urbanísticos foram feitos entre 1973 e 1975 no Cazenga.
A partida dos europeus no pós-independência e a fuga de milhares de pessoas do interior do país para a província luandina causada pela guerra civil, fez com que o Cazenga se tornasse zona de acolhida de refugiados, ocorrendo um crescimento exponencial da sua população.

## Economia
Cazenga é uma das zonas industriais mais importantes da província de Luanda, pois serve como oficina metalúrgica do Caminho de Ferro de Luanda, como parque de geração eléctrica da Prodel, além de ter uma unidade da fabricante de condutores eléctricos Condel. Além disso, há o mercado informal e de comércio popular da Asa Branca.

## Política e governo
Cazenga foi admitida como membro associado da União das Cidades Capitais de Língua Portuguesa (UCCLA), no dia 17 de maio de 2013.
Em 2019 o seu administrador municipal passou a ser Albino da Conceição.

## Infraestrutura

### Educação
O município do Cazenga sedia o campus do Instituto Superior Politécnico do Cazenga.

### Transportes

#### Ferrovia
As estações ferroviárias dos Musseques, da Filda e do Gameque estão em território municipal e são servidas por comboios suburbanos, de médio e de longo curso. A Estação dos Musseques é inclusive a grande oficina da Empresa do Caminho de Ferro de Luanda, importante empregador e gerador de renda do município.

#### Rodovias
A principal rodovia do Cazenga é a EN-230 (Estrada do Catete) que a liga tanto a Luanda, quanto ao restante da nação; outras vias importantes são a Rua dos Comandos e a Avenida Angola Quiluanje.